# Alexera
Alexera är ett släkte av skalbaggar. Alexera ingår i familjen långhorningar.
Kladogram enligt Catalogue of Life:
| Alexera | \| \| Alexera barii \| \| \| \| \| \| Alexera secunda \| \| \| \| |
|         | \| \| Alexera barii \| \| \| \| \| \| Alexera secunda \| \| \| \| |
|         | Alexera barii                                                     |
|         |                                                                   |
|         | Alexera secunda                                                   |
|         |                                                                   |